# Trap Street
Der englischsprachige Begriff trap street (auch: paper street oder paper road – deutsch etwa: ‚Fallenstraße‘ bzw. ‚Papierstraße‘) bezeichnet eine auf einer grafischen Landkarte oder in digitalen Geodaten bewusst fälschlich abgebildete Straße, die in Wirklichkeit nicht vorhanden ist.
Meist werden Trap Streets von Kartenherstellern als Plagiatsfallen eingesetzt, sie können aber auch der gezielten Desinformation aus militärischen oder politischen Motiven dienen.

## Zweck
Die Möglichkeit, Geodaten zu kopieren, stellt die Anbieter solcher Daten vor das Problem, ihr geistiges Eigentum zu schützen. Trap Streets ermöglichen dabei den Nachweis unerlaubter Kopien, indem sie eine Art Wasserzeichen darstellen. Werden die Informationen einfach kopiert, ist davon auszugehen, dass auch die Trap Streets mit kopiert werden. Da diese Straßen aber für die jeweilige Quelle erfunden wurden und weder in anderen Karten noch in der Realität vorkommen, kann die Quelle der kopierten Daten anhand der Trap Streets eindeutig identifiziert werden.
Ähnlich gehen auch Herausgeber von Adress- und Telefonbüchern vor, indem sie in ihre Verzeichnisse erfundene Einträge einbinden.
Als Mittel der Desinformation wurden aus militärischen oder politischen Motiven Trap Streets, aber auch fiktive Ortschaften in öffentlich zugängliche Karten eingezeichnet. Beispielsweise wurden im Zweiten Weltkrieg durch die Sowjetunion dem militärischen Gegner gezielt falsche Karten zugespielt, auf denen Straßen und Ortschaften eingezeichnet waren, wo real nur Sümpfe und Schluchten existierten.
Von Trap Streets sind Easter Eggs zu unterscheiden. Solche existieren beispielsweise in den Landeskarten der Schweiz.

## Beispiele
- In einem griechischen Straßenatlas der Stadt Athen werden auf dem Bucheinband potenzielle Plagiatoren davor gewarnt, dass in dem Werk erfundene Straßen enthalten sind.[3]
- In der BBC-Sendung Map Man wurde am 17. Oktober 2005 von einem Sprecher der Geographer’s A–Z Street Atlas company bestätigt, dass ca. 100 fiktive Straßen in der London-Edition ihrer Straßenatlanten enthalten sind.
- Der nicht existente Ort Agloe, New York wurde in den 1930er-Jahren in Esso- (bzw. Exxon)-Landkarten eingetragen. Agloe spielt eine wichtige Rolle in dem Jugendroman Margos Spuren von John Green. Es ist unklar, ob das eine Falle oder ein Easter Egg ist.